# Delta
Délta (grško: starogrško δέλτα; velika črka: Δ, mala črka: δ) je četrta črka grške abecede in ima številčno vrednost 4. Črka delta se je razvila iz feničanske črke dalet (). Iz grške črke Δ izvira tudi latinična črka D in cirilska črka Д.
V klasični grščini se je črka Δ izgovarjala kot d, v moderni grščini pa se izgovarja /ð/, tj. tako kot angleški zveneči th (npr. v besedi this).

## Pomeni
- rečna delta je dobila ime po obliki, ki spominja na črko Δ.
- Δ v matematiki označuje razliko (diferenco) dveh količin, npr.: Δx = x2−x1.
- Kroneckerjeva delta, matematični simbol δij.
- porazdelitev delta, porazdelitvena funkcija v matematiki.
- fazni premik
- delta E, oziroma ΔE, je oznaka za barvno razliko dveh barv.
- delta v, Δv, mera količine potrebnega sunka za spremembo tira vesoljskega plovila.
- delta v (fizika), sprememba hitrosti.

### Unicode
|                | Velika črka Δ           | mala črka δ           |
| -------------- | ----------------------- | --------------------- |
| Unicode UTF-16 | U+0394                  | U+03B4                |
| Ime Unicode    | Velika grška črka delta | Mala grška črka delta |
| Koda HTML      | &#916;                  | &#948;                |
| Enota HTML     | &Delta;                 | &delta;               |